# Кантеле (ансамбль)
«Ка́нтеле» — национальный ансамбль, исполняющий музыку, песни и танцы народов Карелии — русских, карелов, вепсов, финнов, ингерманландцев. Основан в 1936 году.

## История

### Рождение «Кантеле»
История коллектива началась в 1932 году, когда фольклорист и музыкант Виктор Гудков организовал кружок кантелистов при Доме народного творчества в Петрозаводске, в котором принимали участие ученики старших классов финно-угорской школы и студенты Карельского Педагогического Института.
Первые выступления прошли весной 1934 года. 8 июня 1935 года на заседании Президиума Центрального Исполнительного Комитета Карельской АССР было издано постановление об организации «Оркестра кантеле», в который вошли не только многие участники кружка, но и профессиональные музыканты. В марте 1936 года ансамбль участвовал в первом Всесоюзном радиофестивале, где занял первое место В июне того же года Бюро обкома КПСС подтвердило решение об организации ансамбля, и существование коллектива было узаконено принятием государственного документа. Официальным днём рождения Ансамбля «Кантеле» является 1 июня 1936 года.
За победу на Радиофестивале ансамбль был премирован Всесоюзным жюри поездкой в Москву для участия в вечере национальных самодеятельных художественных коллективов. В Москве оркестр дал семь концертов.
На первом этапе своего развития, «Кантеле» представлял собой художественно-этнографическую организацию, которая была собирателем, хранителем и популяризатором музыкального и песенно-танцевального фольклора. Некоторые народные танцы с песнями переносились на сцену без изменений. Репертуар ансамбля постоянно пополняли обработками карельского, финского, вепсского фольклора композиторы В. Гудков, Н. Леви, Л. Теплицкий, К. Раутио, Р. Пергамент, Л. Йоусинен, А. Васильев. Деятельность оркестра не ограничивалась своим репертуаром, он также тесно сотрудничал и с другими художественными коллективами.
Ансамбль принял участие в Декаде карельского искусства в Ленинграде в 1937 году. Ансамбль был премирован ценными подарками, а ленинградские музыканты и критики обратили внимание на необходимость увеличения состава ансамбля и на расширение репертуара. На ленинградских концертах оркестром были исполнены «Карельская мелодия» в обработке Л. Йоусинена, финская народная мелодия «Кузнецы» в обработке А. Васильева, «Карельская прелюдия» Леопольда Теплицкого, «Колыбельная матери челюскинца» карельского мелодиста Дойля. Из классических произведений исполнялись «Норвежская песня» Э. Грига и «Менуэт» В. А. Моцарта, особенно выделялись карельский танец «Kruuga», фрагменты из карельской кадрили, финский народный танец «Так ткут сукно» и поморский танец «Шили девушки ковер».
Большой творческий вклад в становление и развитие танцевальной группы «Кантеле», в раскрытие и обогащение карельских и вепсских народных танцев внёс постановщик Василий Кононов (1905—1983). Вепс, уроженец села Другая Река Шелтозерского района Карелии, ещё в раннем детстве он интересовался местными народными танцами. В годы юности он становится активным участником агитбригады, а затем — организатором и руководителем Шелтозерского народного хора, в котором значительное место занимали народные танцы под песню. В конце 1937 года Василия Ивановича пригласили в ансамбль «Кантеле» постановщиком танцев.
С первых же шагов своего существования ансамбль «Кантеле» установил творческую связь практически со всеми карельскими композиторами. Для «Кантеле» обрабатывают народные мелодии и пишут оригинальные произведения организатор и руководитель ансамбля Виктор Гудков, композиторы Леопольд Теплицкий, Рувим Пергамент, Карл Раутио, Лаури Йоусинен, Наталья Леви, Леонид Вишкарев, позднее композиторы Гельмер Синисало и Абрам Голланд.
Летом 1937 года предпринята гастрольная поездка по Карелии, которая принесла ансамблю успех. Кроме выступлений в районах Карелии, оркестр давал концерты на радио и начал записываться. Совместно с известным кантелистом Иваном Лебедевым ансамбль записал пластинку, где с одной стороны — наигрыши «Kruuga» и «Ristu kondra» в сольном исполнении Лебедева, а с другой стороны — запись «Карельской народной мелодии» в исполнении кантеле-оркестра под управлением Гудкова. В октябре 1937 году оркестр участвовал во втором Всесоюзном Радиофестивале где получил высокое признание, заняв II место. В 1938 году, ансамбль совершает гастрольную поездку в Белоруссию. Через год — снова Москва. Концерты ансамбля на открытии карельского павильона Всесоюзной сельскохозяйственной выставки, по московскому радио, на площадях столицы. За 15 дней ансамбль выступил в столице и Московской области более 30 раз.
Во время советско-финской войны ансамбль был переименован в Государственный ансамбль песни и пляски КФССР «Кантеле». В этот период ансамбль давал концерты в частях действующей Красной Армии, выступал на линии фронта. «Зимой, в 40-градусные морозы, артисты были частыми гостями в танковых, пехотных и других частях, ломающих линию Маннергейма на Карельском перешейке». Выступая с концертами, артисты одновременно принимали участие в строительстве оборонных сооружений. Вскоре ансамбль выехал на гастроли в Среднюю Азию, давал концерты в Горьком, на автозаводе им. Молотова, в Сормове, Чкалове, Ташкенте, Фрунзе. Кантеле звучало в тыловых госпиталях, красноармейских соединениях генерала Панфилова, в заводских цехах, рабочих клубах, на привокзальных площадях. Обычно ансамбль давал по 2-3 и более концерта в день. Нередко кантелистам приходилось выступать и по 6-8 раз в день. Демобилизовавшись в апреле 1940 года, ансамбль вернулся в Петрозаводск и приступил к регулярной учёбе и подготовке новых программ.

### В годы Великой Отечественной войны
В конце августа 1941 года ансамбль эвакуируется в глубь страны.
Все долгие месяцы «эвакуации-гастролей» ансамбль жил и передвигался в вагоне 3053, ставшим для артистов домом.
Артисты по несколько раз в день выступали в госпиталях, военных училищах, на промышленных предприятиях, железнодорожных вокзалах, на лесных полянах и платформах грузовиков.
Виктор Пантелеймонович Гудков умер в городе Фрунзе 17 января 1942 года. Руководство ансамблем взял на себя главный дирижёр Яков Моисеевич Геншафт.
В апреле 1942 года ансамбль получил распоряжение правительства возвращаться в Карело-Финскую ССР в Беломорска. 8 июня 1942 года «Кантеле-ансамбль» реорганизован в "Государственный Национальный Ансамбль карело-финской песни и пляски «Кантеле». Состав ансамбля был увеличен до 50 человек. Несколько артистов пришли в «Кантеле» из Ансамбля песни и пляски Карельского фронта. Художественным руководителем был назначен Сергей Озеров.
Из Беломорска ансамбль совершал гастрольные поездки по всему Северному краю: Архангельская, Вологодская, Мурманская области. Первые концерты проходили в непосредственной близости от линии фронта. За годы войны артисты дали более 600 только шефских концертов.
Все годы войны не прерывалась работа по созданию нового репертуара. 1943 год застал ансамбль за напряженной работой по подготовке театрализованной программы «Карело-финское искусство — фронту». Программа была приурочена к 25-летию Красной Армии и состояла из двух больших разделов: «Народный праздник» и «Концерт — фронту». После премьеры вышел Указ Президиума Верховного Совета Карело-Финской ССР «О награждении работников искусств» от 13 февраля 1943 года. Звание «Заслуженный деятель искусств» было присвоено Сергею Озерову и Карлу Раутио, звания «Заслуженный артист КФССР» были удостоены дирижёр Яков Геншафт и солистка Сиркка Рикка. Почётной Грамотой Верховного Совета Карело-Финской ССР были награждены 25 человек.
1943 год закончился ещё одним достижением ансамбля — выпуском совместно с Ансамблем песни и пляски Погранвойск большой программы «Чайковской», посвященной 50-летию со дня смерти композитора. Премьера программы состоялась в Беломорске 29-30 ноября и 2-3 декабря 1943 года.
В 1944 году с новой концертной программой ансамбль отправился в поездку на север республики — в Мурманскую область, Архангельск, на Соловецкие острова. В Архангельске артистов «Кантеле» застало известие об освобождении Петрозаводска. Газета «Правда» от 18 сентября 1944 года сообщила: "В освобожденном от немецко-финских захватчиков Петрозаводске первыми возобновили свою деятельность Государственный театр музыкальной комедии и карельский ансамбль «Кантеле».
5 июля 2005 года состоялась премьера на сцене Национального театра Карелии программы «Пой, Кантеле, Победу! Гастроли длиной в войну…», которая рассказывает о судьбе ансамбля «Кантеле» во время Великой Отечественной войны. Программа «Гастроли длиной в войну…» была подготовлена на подлинных материалах: дневниковых записях, документах архивов Карелии, воспоминаниях ветеранов войны. Ровно через год после премьеры, в мае 2006 года, «Кантеле» повторил собственный исторический маршрут 1940-х годов, совместно с ОАО «Российские Железные Дороги» и Петрозаводским колледжем железнодорожного транспорта организовав партнёрский проект «Вагон 3053. Песни Победы». Беломорск, Сегежа, Заозёрск, Гаджиево, Мурманск, Полярные Зори, Кандалакша и Петрозаводск — всего в проекте участвовало 8 городов Карелии и Мурманской области.

### 1940—1950 годы
Послевоенная история ансамбля «Кантеле» — это обновление репертуара, новые гастрольные маршруты — Будапешт, Берлин, Варшава, Финляндия.
С 1947 по 1950 дирижёром и художественным руководителем «Кантеле» работал Абрам Голланд.
В это время начинаются длительные гастроли по Уралу и Сибири (1952), Северному Кавказу и Закавказью (1956), «Кантеле» участвует в конкурсах и фестивалях, неделях и декадах карельского искусства в Москве.
Школой для ансамбля «Кантеле» явилась Неделя музыки и танца Карелии в Москве в 1946 году. Впервые коллектив выступал на сцене Зала имени П. И. Чайковского. Ансамбль принимал участие в Неделе Карело-Финской музыки и танца в Москве в 1951 году. Кроме выступлений в Москве, у «Кантеле» состоялись творческие встречи с артистами Ансамбля народного танца СССР под руководством И. Моисеева, хором Пятницкого.
Софьей Павловной Оськиной в «Кантеле» была организована вокальная группа «Айно».
25 марта 1953 года директором и дирижёром ансамбля был назначен Лев Косинский.

### 1960—1970 годы
В 1959 году художественным руководителем ансамбля назначен Семён Карп (до того работавший в ансамбле хормейстером и дирижёром) и дирижёр Лев Косинский.
Традиции Семена Карпа продолжил Борис Костантиновский, работавший в «Кантеле» художественным руководителем с 1971 по 1976 год.
Хор «Кантеле» — первый профессиональный хор в Карелии — начал своё существование в 1942 году в военном Беломорске. Диапазон жанров и стилей: от пения академического до народного и эстрадного, от сольных номеров и дуэтов до больших общих полотен. С начала 1960-х хор «Кантеле», камерный по своему составу (около 30 человек), стал именоваться "Хоровой капеллой ансамбля «Кантеле» Большую роль в вокальном воспитании молодых артистов сыграл педагог — Леонид Федосеевич Привалов. В первые послевоенные годы с хором работал Григорий Сергеевич Максимов. Телевидение в Останкино снимало хор «Кантеле» для коллекции фонда «Золотые голоса России».
Главная характерная особенность этого периода — в составе «Кантеле» появляется несколько самостоятельных художественных коллективов, работающих в самых разных исполнительских жанрах:
«Старые холостяки»
Присмотревшись к вокальным выступлениям артистов петрозаводского Финского драматического театра, в «Кантеле» решили создать группу, исполняющую финские народные песни. Здесь по-новому раскрылся талант Ройне Раутио, ставшего организатором и первым руководителем коллектива, определившегося в своём жанре как «вокально-игровой финский ансамбль». Начало положили энтузиасты: Максим Гаврилов, Эрик Раутио, Петр Титов, Энсио Венто, Леонид Каргулев. Они были исполнителями, авторами и соавторами.
«Нечетное число»
В концертах ансамбля «Кантеле» дебютирует ещё один коллектив — русское шуточное трио «Нечётное число». Его репертуар сложился из старинных и современных шуточных песен, частушек, куплетов, страданий.
«Лейво»
Творческой удачей было создание эстрадного квартета «Лейво» (Жаворонок) в составе Ирины Житковой, Лидии Егоровой, Лидии Скачковой и Василия Аксентьева. В исполнении квартета звучали финские песни, аранжированные в современной манере, без инструментального сопровождения.
«Айно»
В 1965 году сменился руководитель в группе «Айно»: в «Кантеле» пришла Клара Стасюк. На посту хормейстера она сумела сберечь исполнительские традиции, заложенные создателем и бывшим руководителем «Айно» Софьей Павловной Оськиной. В 1970-х в «Айно» приходят новые певицы, проработавшие много лет и впоследствии составившие славу «Кантеле». Одна из них — Надежда Выдрина, пришедшая в 1970 году. Карелка по национальности, она обладала уникальным голосом — характерным, всегда узнаваемым.

### 1970—1980 годы
Виола Мальми, дочь и последовательница Xельми Мальми, внесла свой значительный вклад в танцевальную коллекцию «Кантеле». Её танцы «Заонежская шестера», «Ланцы», «Кеккер», «Пастушьи заклинания» интересны, самобытны и оригинальны, в них выявляются глубинные истоки фольклорных традиций.
В 1977—1979 годах директором ансамбля работал заслуженный артист РСФСР Дмитрий Утикеев.
В это время «Кантеле» выпускает новую программу «Руны Калевалы». Она состояла из двух частей: I часть посвящалась 150-летию карело-финского эпоса «Калевала» («Руны Калевалы»), II часть — 40-летию Победы в Великой Отечественной войне («Новое Сампо»). С этой программой ансамбль «Кантеле» стал участником II Всероссийского смотра ансамблей песни и танца, заключительный показ которого проходил в Москве в Концертном зале им. П. И. Чайковского в 1986 году.
В 1986 году «Кантеле» награждён орденом «Знак Почёта».

### 1980—1990 годы
Вячеслав Сергеевич Сеидов был назначен руководителем «Кантеле» в январе 1987 года.
На должность художественного руководителя был приглашен Генрих Туровский, которого затем сменил Сергей Стангрит.
К началу 90-х был сформирован в новом виде оркестр. Его дополнили народными инструментами: 5-струнные кантеле, йоухикко, вирсиканнель, народные флейты, мянкюри.
В конце уходящего века художественными руководителями «Кантеле» были недолгое время Вячеслав Кошелев, Геннадий Миронов. В 2000 году «Кантеле» участвовал в Днях Карелии в Москве, где всем составом выступил в концертном зале «Россия». В том же году принял участие в Днях литературы и искусства в Белоруссии в Минске, где «Кантеле» дал сольный концерт в двух отделениях.

### 2000-е годы

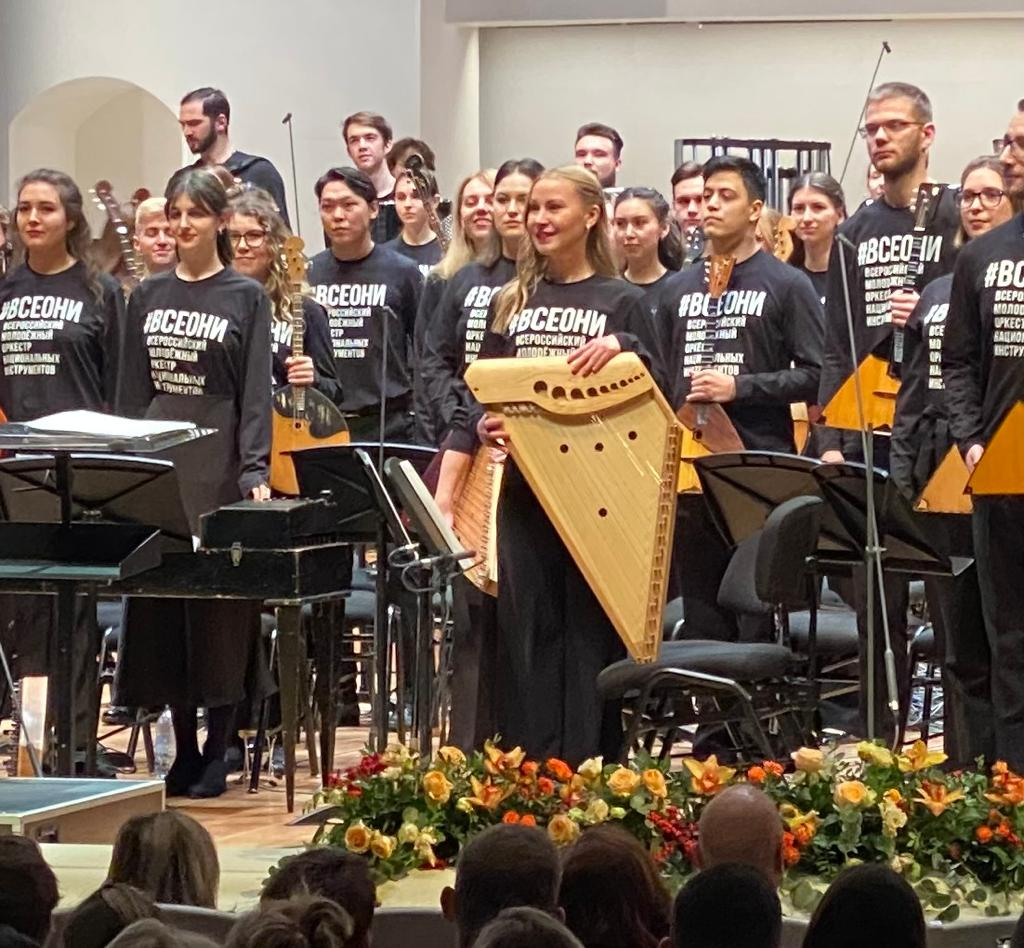
Артисты Кантеле на сцене Концертного зала имени П. И. Чайковского в составе Всероссийского молодёжного оркестра национальных инструментов

В сентябре 2002 года стал участником Всероссийского фестиваля национальных культур в Москве.
28 августа 2006 года ансамблю «Кантеле» был присвоен статус национального учреждения.
18 декабря 2009 года ансамбль провёл презентацию первого выпуска сборника произведений композиторов Карелии из коллекции нотных рукописей.
В 2022 году артисты Кантеле Кристина Козловская, Анастасия Красильникова и художественный руководитель Александр Гореванов вошли во Всероссийский молодёжный оркестр национальных инструментов. В 2023 году Анастасия Красильникова и Кристина Козловская продолжили участие в академическом проекте с оркестром.

#### Дом Кантеле
Здание Дома Кантеле открылось после реставрации в июне 2010 года в день празднования 90-летия Республики Карелия. В результате реконструкции здания его площадь увеличилась в 1,5 раза. Это стало возможно за счёт пристройки во дворе, надстройки третьего мансардного этажа и расширения цокольных помещений. В Доме Кантеле появился зрительный зал на 100 мест, оснащенный современным звуковым, световым и видеопроекционным оборудованием. В новом просторном фойе зрительного зала транслируются анонсы предстоящих программ ансамбля и представлены выставки, которые являются частью художественного оформления здания: живопись и эскизы костюмов Заслуженного художника России и Заслуженного деятеля искусств Республики Карелия Аллы Власенко, экспозиция, посвященная истории ансамбля «Кантеле».

#### Творческий состав
- Директор ансамбля — Наталья Львова.
- Главный балетмейстер — заслуженная артистка Республики Карелия Оксана Смирнова.
- Руководитель оркестра — заслуженный артист Республики Карелия Павел Шаматура.
- Руководитель ансамбля кантелистов — лауреат международных конкурсов Анастасия Красильникова.
- Руководитель вокальной группы «Айно» — заслуженная артистка Республики Карелия Ирина Попова.

#### Вокальная группа «Айно»
На сегодняшний день «Айно» — заслуженный коллектив Республики Карелия, дипломант Всероссийского конкурса артистов эстрады. Состав группы — 8 человек. В репертуаре коллектива произведения разного жанра и художественного направления. «Айно» исполняет русские, финские, ингерманландские, карельские, вепсские песни.

#### Танцевальная группа
Сегодня уже невозможно представить ансамбль «Кантеле» без танцевальной группы! Это и кружение старинного карельского вальса, и задорная финская полька «Летка-Йенька» на лыжах, плавный лиричный хоровод «Как по морю» и ритмичная заонежская кадриль «По мосту», калевальский танец с лучинами и вепсский с ложками, авторские постановки карельских, финских, ингерманландских, саамских танцев… Это каждый раз оригинальные костюмы, профессиональная отточенность движений и неотразимое обаяние образов, созданных артистами на сцене. Если первые танцоры в основном были самородками, мастерами «разнопрофильного жанра»: играли на инструментах, пели, танцевали, — то с учётом возрастающих требований времени ситуация стала меняться. В коллектив стали приходить подготовленные специалисты: хореографы-руководители, артисты-танцоры с высшим и средним специальным образованием. Сегодняшние носители танцевальных традиций сохранили лучшее, что было в хореографии, но сумели внести собственное видение, особенность и дыхание времени.

#### Инструментальная группа (оркестр)
Оркестр «Кантеле» — главная организационная сила на сцене. Он виртуозно аккомпанирует балету и солистам, артистично исполняет инструментальные пьесы.
Оркестр составляют две творческие единицы — ансамбль кантелистов и так называемый «финский» инструментальный состав: скрипка, контрабас, аккордеон и кларнет. Они выступают и самостоятельно, и сливаются в единый мощный оркестр (руководитель оркестра — Павел Шаматура).
Ансамбль кантелистов
Ансамбль кантелистов — особая гордость коллектива. Он продолжает традицию, заложенную основателем ансамбля В. П. Гудковым, оставаясь образцом исполнительского мастерства на этом уникальном музыкальном инструменте.
Ансамбль состоит из шести артистов, исполняющих музыкальные произведения на таких видах кантеле, как: прима, альт, пикколо и бас. В репертуаре коллектива произведения классиков карельской музыкальной культуры (Карл Раутио, Рувим Пергамент, Гельмер-Райнер Синисало, Леопольд Теплицкий, Абрам Голланд) и современных композиторов (Ирина Шишканова, Сергей Стангрит, Вячеслав Иванов, Кирилл Гуреева, Анна Афанасьева, Евгения Сафиканова), в том числе зарубежных.

#### Мастерская национальных инструментов
В Доме Кантеле есть место, где рождается кантеле. Это мастерская, которая появилась в 1989 году, а в 2004 году была отмечена грантом Президента России. Сегодня здесь стоят современные станки производства Германии, позволяющие повысить качество инструментов и изготавливать их в более технологичном режиме.
Второй десяток лет трудится над созданием кантеле мастер — заслуженный работник культуры Республики Карелия Александр Фролов. Все музыкальные инструменты ансамбля «Кантеле» прошли через его руки — будь то реставрация кантеле или его усовершенствование, создание старинных традиционных инструментов или разработка современных образцов. В Мастерской Кантеле рождаются не только кантеле, но и другие карельские инструменты — йоухикко, вирсиканнель, талхарпа, вепсские гусли… Здесь реставрируются и ремонтируются инструменты ансамбля «Кантеле», а также принимаются заказы от организаций и частных лиц на изготовление и реставрацию различных инструментов.

#### Мастерская народного костюма
В мастерской изготавливаются костюмы для всех концертных программ ансамбля «Кантеле» и Молодёжной студии. В этом процессе ансамбль активно сотрудничает с известными карельскими художниками, сценографами, дизайнерами. В основном костюмы шьются по эскизам Аллы Власенко, в программе «Отзвуки Заонежских ярмарок» «Кантеле» предстает на сцене в костюмах от Ирины Прониной.

#### Молодёжная студия
Молодёжной студии ансамбля в 2021 году исполнилось 20 лет. Возраст самых юных студийцев 3 года. И каждый год в студии поют, танцуют, играют на разных инструментах, специально занимаются языками (для исполнения финских, вепсских и карельских песен) более 100 ребят до 15 лет.

## Программы ансамбля

### «Кантеле на все времена»
Программа «Кантеле на все времена» в полной мере отвечает своему названию. Инструментально-танцевально-песенный дивертисмент ансамбля «Кантеле» включил в себя номера за многие годы существования коллектива: от ставшего уже хрестоматийным танца «Ложки», поставленного Василием Кононовым ещё в середине прошлого века, до отрывков из последних концертных программ «Отзвуки Заонежских ярмарок» и «Карсикко».

### «Отзвуки Заонежских ярмарок»
Это музыкально-театрализованное представление (на материале фольклора русского Заонежья) позволяет погрузиться в яркий самобытный мир праздничной ярмарки богатого заонежского села Шуньга. На ярмарке встречаются не только люди — встречаются города и деревни, различные культуры. Карелы, финны, вепсы и жители Русского Севера приезжали на ярмарки, чтобы показать свои умения.
- Автор идеи — директор ансамбля, заслуженный работник культуры России и Карелии Лилия Степанова.
- Художественный руководитель и режиссёр-постановщик — Вадим Кучин.
- Авторы сценария — заслуженный деятель культуры Карелии Светлана Николаева, Вадим Кучин.
- Балетмейстер-постановщик — заслуженная артистка Карелии Раиса Калинкина.
- Сценография, костюмы — Ирина Пронина.
- Балетмейстер-репетитор — заслуженный деятель искусств Карелии Ирина Зоточкина.
- Хормейстер — заслуженный деятель культуры Карелии Светлана Николаева.
- Дирижёр — Алексей Киселев.

Программу консультировали сотрудники Государственного историко-архитектурного и этнографического музея-заповедника Кижи: заслуженные работники культуры Карелии Б. А. Гущин и Р. Б. Калашникова, Л. В. Трифонова; специалист по истории Заонежья В. А. Агапитов; доцент кафедры финно-угорской музыки Петрозаводской государственной консерватории этномузыковед С. Ю. Николаева.

### «Karsikko — Древо музыки»
Современный взгляд на древнюю культуру карелов и саамов через призму музыки. В программе звучат оригинальные аранжировки народных мелодий русских, финнов, карел: баллады, величальные свадебные песни, частушки. Особое место уделено ансамблю старинных финно-угорских инструментов (варган, йоухикко, сигудэк, вирсиканнель, пяре, талхарпа, шаманские бубны). Хореографическое решение поддерживает обращение к первобытным верованиям и включает в себя элементы подражания животному и растительному миру.
В старинных верованиях жителей современных Карелии и Финляндии карсикко уделялось особое внимание. Карсикко — это дерево, на котором специальным образом обрубались сучья, чтобы «записать» то или иное событие, и пока было живо дерево — сохранялась память о человеке и его роде на многие поколения.

### «Пой, Кантеле, Победу! Гастроли длиной в войну…»
Театрализованная программа рассказывает об артистах ансамбля «огненных лет» и судьбе коллектива во время Великой Отечественной войны. Премьера состоялась на сцене Национального театра Карелии 5 и 6 июля 2005 г.
- Авторы сценария — заслуженный работник культуры Карелии Алла Амелина и Лариса Шицель
- Режиссёр — заслуженный работник культуры Карелии Алла Амелина
- Сценографы — заслуженные работники культуры Карелии Галина и Юрий Атраментовы
- Главный балетмейстер — заслуженный деятель искусств Карелии Ирина Зоточкина
- Главный хормейстер — заслуженный работник культуры Карелии Марина Устинова
- Художественный руководитель — заслуженный деятель искусств Карелии Вячеслав Иванов

### «Vepsanman noiduz» («Вепсские фантазии»)
Музыкально-театрализованное представление «Вепсские фантазии» — это современное звучание древней культуры народа, проживающего на территории Карелии и Финляндии сотни лет. Пять картин спектакля — пять легенд, связанных с верованиями и бытом вепсов, повседневная жизнь которых всегда зависела от самобытных представлений о мироздании, об особом мироустройстве, где незримо присутствуют таинственные силы, которым поклонялись, почитали, порой боялись, слагали песни и сказки.
- Авторы сценария — заслуженный работник культуры Карелии Алла Амелина и Лариса Шицель
- Режиссёр — заслуженный работник культуры Карелии Алла Амелина
- Сценограф и художник по костюмам — заслуженный художник России, заслуженный деятель искусств Карелии Алла Власенко
- Художественный руководитель и дирижёр оркестра — заслуженный деятель искусств Карелии Вячеслав Иванов
- Главный балетмейстер — заслуженный деятель искусств Карелии Ирина Зоточкина
- Главный хормейстер, автор вокальных обработок — заслуженный работник культуры Карелии Марина Устинова[38]

### «Скала двух лебедей». Этнобалет
Балет создан по мотивам карельской легенды, в которой переплетены любовь и древние верования, быт карелов и шаманские ритуалы. Оригинальное либретто написано на тот момент главным балетмейстером ансамбля «Кантеле» Ириной Зоточкиной. Музыку для балета написал известный композитор Александр Белобородов.
«Скала двух лебедей» — это совместное творчество ансамбля «Кантеле» и Симфонического оркестра Петрозаводской государственной филармонии (под управлением Мариуса Стравинского) в рамках Международного фестиваля балета в г. Савонлинна (Финляндия), где на сцене замка-крепости Олавинлинна состоялась премьера балета в 2008 году.
- Балетмейстер-постановщик, автор либретто — заслуженный деятель искусств Карелии Ирина Зоточкина.
- Композитор — заслуженный деятель искусств России и Карелии Александр Белобородов.
- Художник по костюмам, сценограф — заслуженный художник России, заслуженный деятель искусств Карелии Алла Власенко[39].

### «Брусничный дождь». Программа ансамбля кантелистов
Инструментальная программа ансамбля кантелистов включила в себя мелодии разных стран и эпох: народные карельские, финские, японские мотивы в современной аранжировке и оригинальные произведения композиторов нашего времени. Разнообразие художественных образов, сочетание звучания кантеле с музыкальными инструментами различных национальных культур Карелии и Финляндии (варган, йоухикко, сигудэк, вирсиканнель, пяре, талхарпа, пила, шаманские бубны) и поэтическое сопровождение — все наполняет программу «Брусничный дождь» особой атмосферой, которая завораживает и позволяет погрузиться в волшебный мир переливов инструмента кантеле, древнего и в то же время необычайно современного. Этому способствуют и названия музыкальных пьес для кантеле: «Солнцесны», «Небесные росинки», «Первый снег», «Наваждение», «Шкатульная страна».

### «Песни „Айно“»
Концертная программа «Песни „Айно“» была создана в преддверии Юбилея вокальной группы ансамбля «Кантеле». 60 лет группа «Айно» представляет традиционное песенное искусство Карелии и является единственным профессиональным женским вокальным коллективом в этой области. Участвуя во всех выступлениях ансамбля «Кантеле», группа «Айно» знакомит гостей Республики Карелия с национальным культурным достоянием нашего края — народной русской, карельской, финской, вепсской песней и произведениями карельских композиторов последних десятилетий.
- Режиссёр — Лариса Хачева
- Авторы сценария — Лариса Хачева, заслуженный работник культуры Карелии Марина Устинова
- Художники по костюмам — Ирина Порошина, заслуженный художник России и заслуженный деятель искусств Карелии Алла Власенко
- Художественный руководитель — заслуженный деятель искусств Карелии Вячеслав Иванов
- Главный хормейстер — заслуженный работник культуры Карелии Марина Устинова
- Главный балетмейстер — заслуженный деятель искусств Карелии Ирина Зоточкина
- Хормейстер — заслуженный работник культуры Карелии Аркадий Устинов
- Руководитель оркестра — лауреат Всероссийского и Международных конкурсов Павел Шаматура.

### «Кантеле. Восход»
Театрализованная концертная программа «Кантеле. Восход» раскрывает новую солярную версию сотворения музыкального инструмента: кантеле, озаряясь ярким светом, сравнивается с солнцем.
Программа торжественно завершила год 100-летия Республики Карелия.
«Кантеле. Восход» — это яркий пример успешной творческой коллаборации ансамбля «Кантеле» и приглашённых мастеров (ансамбли «Истоки» и Kanteletar, Игорь Соловьёв и Александр Добрынин, Сергей Стангрит и Татьяна Умнякова). Больше пяти десятков артистов сотворили 19 вокальных, инструментальных и хореографических номеров.
- Режиссёр — Алексей Шалаев.
- Художники по костюмам — Ирина Пронина и Ольга Степанян.
- Художественный руководитель — Елена Магницкая.